# 조 산토스

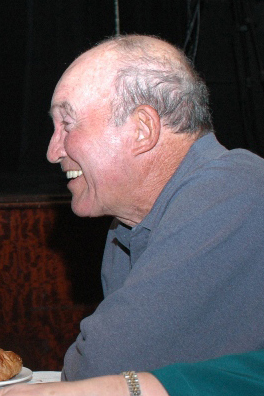
2009년 모습

조지프 미니어리(Joseph Minieri, 1931년 6월 9일 ~ 2016년 3월 18일)는 조 샌토스(Joe Santos)로 활동한 미국의 배우이다.
브루클린에서 태어났으며, 샌타모니카에서 심근경색으로 사망하였다.

## 출연 작품
- 크로닉 (2015년)
- 맨 프럼 엘리시안 필즈 (2001년)
- 도망자 3 (2001년)
- 써스픽션 (2000년)
- 포스트맨 (1997) - 게티 중령 역
- 살인 재판 (1994년)
- 머니 머니 (1992년)
- 끝없는 욕망 (1991년)
- 마지막 보이 스카웃 (1991년) - 벤저민 베살로 역
- 노인과 바다 (1990년)
- 리벤지 (1990년)
- 마드리드의 음모 (1988년)
- 특수공작원 아이언맨 (1984년)
- 피어 시티 (1984년)
- 탐정수첩 (1983년)
- 블루 썬더 (1983년)
- 머슬 비치의 허슬러 (1980년)
- 잔디의 신부 (1974년)
- 블레이드 (1973년)
- 에디 코일의 친구들 (1973년)
- 샤머스 (1973년)
- 마피아 혈전 (1973)
- The Gang That Couldn't Shoot Straight (1971)
- 백색 공포 (1971) - 디보노 형사 역
- Carol for Another Christmas (1964)

### 텔레비전
- 매그넘 P.I. (1980년)